# Ayuda en Línea

Logo of the LiveChat product (2020) Autor:Text

Ayuda en línea hace referencia a un conjunto de recursos y servicios disponibles a través de Internet, que permiten a los usuarios recibir asistencia o resolver dudas de manera remota y en tiempo real. Esto permite que los usuarios reciban apoyo sin importar su ubicación geográfica ni el horario. Usualmente, se utilizan para ofrecer asistencia con una aplicación, una aplicación web o un sistema operativo. Sin embargo, pueden abordar una amplia variedad de temas.

## Tipos de Ayuda en Línea
| Tipo                           | Descripción | Plataforma | Plataforma | Plataforma | Medio                                     |
| ------------------------------ | --- | ---------- | ---------- | ---------- | ----------------------------------------- |
| Ayuda telefónica               | Servicio de soporte que se brinda a través de llamadas telefónicas, pero utilizando plataformas de comunicación basadas en Internet. Este tipo de soporte es particularmente útil cuando el usuario necesita una explicación detallada, ya que la interacción directa con un agente permite una comunicación clara y personalizada. | Teléfono   | WhatsApp   | WhatsApp   | Teléfono celular (o móvil)                |
| Soporte con monitor compartido | Se utilizan programas de soporte remoto mediante herramientas específicas que permiten a un técnico tomar control del escritorio del usuario de manera segura y en tiempo real. | TeamViewer | AnyDesk    | LogMeIn    | Computadora,Computadora Portátil, Tableta |
| Soporte en punto de control    | Se refiere a un tipo de asistencia remota en la que se establecen momentos específicos durante la interacción para verificar y confirmar que el usuario ha entendido y seguido correctamente los pasos que se le están indicando, o para asegurarse de que el problema se ha resuelto adecuadamente.                                | N/A        | N/A        | N/A        | Presencial                                |

## Plataformas
| Plataforma            | Descripción | Medio requerido                                   |
| --------------------- | --- | ------------------------------------------------- |
| Zendesk               | Plataforma de soporte al cliente que ofrece chat en vivo, tickets de soporte.                                                       | Navegador web, correo electrónico o app móvil.    |
| Intercom              | Herramienta de mensajería para atención al cliente con chat en vivo, bots y mensajes automatizados.                                 | Navegador web o app móvil.                        |
| Freshdesk             | Proporciona gestión de tickets, chat en vivo y soporte por correo electrónico.                                                      | Navegador web o app móvil.                        |
| Tawk.to               | Plataforma para chat en vivo con funcionalidades de gestión de tickets.                                                             | Navegador web o app móvil.                        |
| Google Support        | Soporte directo de Google para problemas con sus productos como Gmail, Google Drive.                                                | Navegador web o app móvil.                        |
| Slack                 | Herramienta de comunicación en equipo, que también se puede usar para soporte técnico a través de canales específicos.              | Navegador web, app de escritorio o móvil.         |
| Ask Ubuntu            | Comunidad de soporte para usuarios de Ubuntu donde pueden obtener respuestas a problemas técnicos.                                  | Navegador web.                                    |
| Reddit (subreddits)   | Comunidades donde los usuarios pueden preguntar y responder dudas técnicas o de cualquier tema.                                     | Navegador web o app de Reddit.                    |
| Facebook Messenger    | Servicio de mensajería donde muchas empresas ofrecen soporte al cliente.                                                            | Facebook Messenger (app o web).                   |
| Microsoft Support     | Soporte oficial para productos de Microsoft, como Windows, Office.                                                                  | Navegador web o app.                              |
| LiveChat              | Plataforma de chat en vivo para atención al cliente con opciones de automatización y reportes.                                      | Navegador web o app móvil.                        |
| Help Scout            | Herramienta para la gestión de correos de soporte, con funciones de colaboración y chat.                                            | Navegador web o app móvil.                        |
| Olark                 | Servicio de chat en vivo para interactuar con clientes y resolver problemas en tiempo real.                                         | Navegador web o app móvil.                        |
| HubSpot Service Hub   | Plataforma completa de soporte al cliente con gestión de tickets, chat en vivo y bases de conocimiento.                             | Navegador web o app móvil.                        |
| Drift                 | Herramienta que permite la interacción con clientes mediante chat en vivo, bots y respuestas automatizadas.                         | Navegador web o app móvil.                        |
| Zoho Desk             | Plataforma de soporte al cliente con gestión de tickets y automatización de tareas.                                                 | Navegador web o app móvil.                        |
| TeamViewer            | Herramienta de acceso remoto que permite controlar dispositivos a distancia para soporte técnico o colaboración.                    | Navegador web, app de escritorio o móvil.         |
| AnyDesk               | Software de acceso remoto rápido y seguro, ideal para asistencia técnica o trabajo colaborativo en línea.                           | Navegador web, app de escritorio o móvil.         |
| Chrome Remote Desktop | Herramienta gratuita de Google que permite acceder a una computadora a distancia desde otro dispositivo usando el navegador Chrome. | Navegador web (Chrome) o app móvil (Android/iOS). |
| LogMeIn               | Plataforma de acceso remoto y soporte técnico, que también incluye funciones de colaboración en línea y gestión de sistemas.        | Navegador web, app de escritorio o móvil.         |